# ۲-پیریدون
۲-پیریدون (به انگلیسی: 2-Pyridone) با فرمول شیمیایی C۵H۵NO یک ترکیب شیمیایی است. که جرم مولی آن ۹۵٫۱ g/mol می‌باشد. شکل ظاهری این ترکیب، بلورهای جامد بی رنگ است.